# Constant Dratz
Constant Dratz, né le 23 août 1875 à Laeken (province de Brabant actuelle région de Bruxelles-Capitale) et mort le 3 septembre 1946 à Dilbeek (actuellement province du Brabant flamand), est un peintre, illustrateur, dessinateur de bande dessinée belge. Connu pour ses illustrations pour le mouvement ouvrier et ses peintures de paysages belges. Pendant la Seconde Guerre mondiale, il réalise des illustrations de couverture pour l'hebdomadaire Les Bonnes Soirées et illustre également des contes pour Bravo !.

## Biographie
Jean Dratz naît le 23 août 1875 à Laeken.
Il est le père du peintre et dessinateur Jean Dratz.

### Artiste
Peintre de paysages, de figures et de portraits, aquafortiste et lithographe. Son trait est assuré. Il peignit beaucoup de vues des Flandres.
En tant que peintre, Dratz est connu pour ses peintures de paysages de la campagne de Dilbeek. Il emploie diverses techniques dont notamment la lithographie, la gravure sur bois et l'aiguille sèche. Comme portraitiste, il peint des personnalités belges telles le poète Maurice Maeterlinck, l'homme politique Paul Janson, le musicien Eugène Ysaÿe et le romancier Camille Lemonnier. Sa carrière d'illustrateur et de graphiste est principalement consacrée au mouvement ouvrier, il réalise ainsi des affiches pour les élections de 1925 et des œuvres d'art pour la Commission syndicale. Ses peintures pour l'exposition coopérative internationale de 1924 au parc de la Citadelle à Gand ornent longtemps la grande salle de réunion du Centre textile du Syndicat général belge. Elles font aujourd'hui partie de la collection du Musée de l'Industrie de la ville.

### Dessinateur
Au cours des années 1930, Dratz travaille comme illustrateur de couverture pour l'hebdomadaire féminin Les Bonnes Soirées des Éditions Dupuis. Pour le même éditeur, il illustrera également des ouvrages de Jef Scheirs (1933) et Jean Doisy (1935). Plus tard, il illustre des histoires dans Bravo !, un illustré pour enfants dont le directeur artistique est Jean Dratz, son fils.
Il est également le dessinateur de la bande dessinée d'aventure L'Étrange Aventure de Tom-Tom aux Amériques sur un scénario de Raymond Duquenne, le long récit est publié en histoire à suivre de décembre 1940 jusqu'au premier semestre 1941. Dans un rêve, un jeune homme nommé Tom-Tom est obligé de servir de cobaye à un élixir de vieillesse, mis au point par un vieux scientifique dans un château en Arizona. Et, à son réveil, il raconte son aventure à son chien. Il ne dessine que les six premiers épisodes, il passe ensuite le flambeau pour les tranches 8 à 11 à L. Neyaert. Ensuite, il illustrera épisodiquement des contes.
Il meurt le 3 septembre 1946 à Dilbeek, à l'âge de 71 ans où il est enterré avec sa seconde épouse,.

### Vie privée
Il s'est marié deux fois, d'abord avec Blanche Marguerite Frezin puis avec Claire Förster. Il a vécu à Forest et à Vilvorde, mais c'est à Dilbeek, une commune rurale de la région du Pajottenland qu'il vécut le plus longtemps. Pendant de nombreuses années, il a eu pour voisin le peintre belge Jean Brusselmans.

## Œuvre

### Illustrations
- Émile Verhaeren, Les Flambeaux noir[7] : portraits hors-texte de Verhaeren par Constant Dratz, Edmond Deman, Bruxelles, 1890
- Léopold Courouble, Contes et récits d'un Bruxellois[7], illustré de huit planches hors texte de Constant Dratz et de deux dessins d'après nature, Paul Lacomblez, Bruxelles, 1907
- Valère Gille, La Victoire ailée[7], avec un portrait de l'auteur gravé à l'eau-forte et des ornements dessinés par Constant Dratz. Sonnets, Bruxelles, Robert Sand, 1921.
- Jef Scheirs, Les Derniers Jours du monde[1], Dupuis, Marcinelle, roman, 1933
- Jean Doisy, Heures d’épreuve, Dupuis, Marcinelle, 1935.

### Expositions collectives
- La Bande dessinée en Belqique[5], Bibliothèque Albert Ier, Bruxelles, du 29 juin au 25 août 1968.